# Léo Chauliac
Léo Chauliac (* 6. Februar 1913 in Marseille; † 27. Oktober 1977) war ein französischer Jazz-Pianist, Komponist und Bandleader.

## Werdegang
Léo Chauliac begann seine Musikerkarriere Mitte der 1930er Jahre und spielte 1936/37 im Orchester von Eddie Foy im Club Bœuf sur le toit und mit André Ekyan im Swingtime. 1941 trat er mit Michel Warlop und Guy Paquinet im Salle Gaveau auf, wo er 1944 ein Solo-Konzert gab. Anfang der 1940er Jahre war er auch Begleiter des Sängers Charles Trenet. 1944 nahm er die Messe von Django Reinhardt auf der Orgel des Pariser Blindeninstituts auf.
1943 spielte er im Sextett von Alix Combelle; nach dem Zweiten Weltkrieg arbeitete er mit André Ekyan, Henri Crolla, Emmanuel Soudieux und Claude Bolling und spielte auf dem Pariser Festival International 1949 de Jazz. Anfang der 1950er Jahre trat er regelmäßig mit eigenem Orchester auf, u. a. im Restaurant Maxim’s. In den 1960er Jahren verlegte er sich auf Unterhaltungsmusik und nahm eine EP mit Stücken der Beatles auf.
Er komponierte mit Charles Trenet 1942 das Chanson Que reste-t-il de nos amours?, das auch in einer englischen Version als „I Wish You Love“ bekannt wurde. Mit Trenet schrieb er auch „Les bruits de Paris“ (1941) und dessen bekanntestes Lied „La mer“ (1942). Weitere von Chauliac (mit)komponierte Chansons waren „La romance de Paris“, „Débit de l'eau“, „Débit de lait“ und „Le soleil a des rayons de pluie“.

## Diskographische Hinweise
- Dinner at Maxim's (Columbia, 1956)